# 1N4148

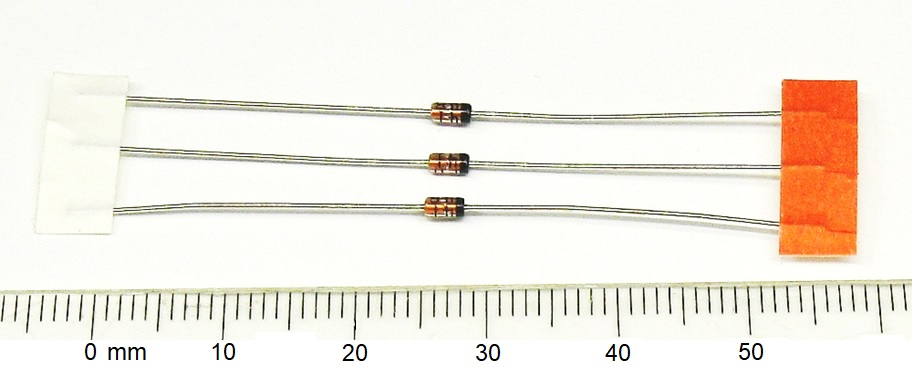
Tre diodi 1N4148

L'1N4148 è uno dei diodi in silicio più noti e longevi, grazie alla sua affidabilità e al basso costo di produzione. È usato soprattutto in applicazioni che necessitano di un'alta velocità di switching; possiede infatti un trr (reverse-recovery time) di soli 4 ns. È inoltre utilizzato in molte applicazioni a bassa intensità di corrente.
Sostituì l'1N914, il quale aveva una maggiore corrente di dispersione (5 µA vs. 25 nA). Da quando fu ideato, venne prodotto da molteplici aziende sviluppatrici di semiconduttori, quali la Texas Instruments o la NXP Semiconductors.